# 主动脉骑跨
主动脉骑跨（overriding aorta）或骑跨主动脉，是一种先天性心脏缺陷，其中主动脉直接位于室间隔缺损上方，而不是位于左心室上方。主动脉从右心室接收一些血液，导致富含氧的血液（来自左心室）和含氧低的血液（来自右心室）混合，因而导致输送到组织氧气含量减少。
它是由典型的法洛四联症引出的四个发现之一。其他三个由法洛四联症发现的症状是右心室流出道狭窄（最常见的是肺动脉狭窄）、右心室肥大 (RVH) 和室间隔缺损 (VSD)。